# Roman Well
Roman Well (eigentlich Ruvelis Leiba Sobolevicius, später Robert Soblen; * 7. November 1900 in Vilkaviškis; † 11. September 1962 in London) war ein sowjetischer Spion und Agent Provocateur in den Reihen der frühen trotzkistischen Bewegung.
Well gründete 1928 zusammen mit seinem Bruder Adolf Senin (Abraham Sobolevicius/Jack Soble) und Erwin Heinz Ackerknecht eine der ersten trotzkistischen Gruppen in Deutschland. Die Brüder waren zeitweise mit Leo Trotzkis geheimer Korrespondenz und der Herausgabe des Bulletin der Opposition betraut. 1933 flohen sie in die Sowjetunion, später wurden sie als Spione in die Vereinigten Staaten geschickt. Well arbeitete dort unter dem Namen Dr. Robert Soblen als Psychiater. 1947 wurde er amerikanischer Staatsbürger. 1957 rollte das FBI seinen Spionagering auf, sämtliche Mitglieder wurden festgenommen. Well wurde zu lebenslanger Haft verurteilt, konnte jedoch nach Israel fliehen. Dort wurde ihm Asyl verweigert, ebenso im Vereinigten Königreich. Als Well an die Vereinigten Staaten überstellt werden sollte, verübte er Suizid in London.